# Christ-König-Kirche (Gütersloh)
Christ König ist eine römisch-katholische Pfarrkirche im ostwestfälischen Gütersloh in Nordrhein-Westfalen, Deutschland. Die Kirche im Stadtteil Nordhorn gehört zum Pastoralverbund Gütersloh-Nordring im Erzbistum Paderborn.

## Geschichte
Ursprünglich gehörten die Gläubigen der Gemeinde zur St.-Pankratius-Gemeinde in Gütersloh. Nach dem Zweiten Weltkrieg kamen viele Vertriebene aus Ostdeutschland und siedelten sich in Gütersloh an. Der Weg zur Pankratiuskirche dauerte etwa 50 Minuten. Deshalb trafen sich etwa 120 Personen am 7. März 1950 und dachten über den Neubau einer Kirche nach. Sie gründeten einen Kirchenbauverein und legten sich auf das Patronat Christ König fest. Noch im ersten Vierteljahr konnte der Kirchenbauverein 13.000 DM an Spenden sammeln. Das benachbarte Unternehmen Miele spendete das Grundstück, weshalb die Kirche in Gütersloh umgangssprachlich auch Miele-Kirche genannt wird.
Im Rahmen eines Architektenwettbewerbs wurden die eingereichten Entwürfe am 9. Juli 1950 vorgestellt. Man sprach sich für den Entwurf von Architekt Bocklage aus Rietberg aus. So wurde am 23. April 1951 der erste Spatenstich gesetzt und am 17. Mai 1951 der Grundstein gelegt. Durch hohen Einsatz von Eigenleistungen konnte am 20. September 1951 das Richtfest gefeiert werden. Bis zum 15. September 1951 wurden 9.489 Lohnstunden und 5.000 Stunden Eigenleistung an der Baustelle gearbeitet.
Am 14. April 1952 (Ostermontag) wurde die 400 Besucher fassende Kirche durch Erzbischof Lorenz Jaeger geweiht. Am 1. Mai 1952 wurde der erste Vikar in die Gemeinde eingeführt.
Am 13. April 1953 wurde Richtfest für das Pfarrhaus gefeiert, das im Sommer des Jahres bezogen wurde. Zum 1. März 1955 wurde die Gemeinde zur eigenständigen Pfarrvikarie erhoben. Am 24. April des Jahres wurden vier Glocken geweiht. Am 9. September 1956 wurde beschlossen, eine Orgel der Werkstatt Speith-Orgelbau in Rietberg für 40.400 DM zu kaufen. Am 10. September 1957 wurde sie eingebaut und am 25. Oktober 1957 geweiht.
Zum 1. Dezember 1959 wurde die Vikarie zur eigenständigen Pfarrgemeinde erhoben. Der frühere Vikar wurde am 24. Januar 1960 als Pfarrer eingeführt.
Am 28. September 1967 wurde mit dem Bau des Pfarrheims begonnen, das am 23. Juni 1968 eingeweiht wurde.
Als die Kirche die ersten Risse bekam, wurde sie ab dem 19. April 1980 renoviert. Die Messen fanden vorübergehend im Pfarrsaal statt. Die Arbeiten dauerten bis zum 1. Februar 1981.
Zum 1. Januar 2000 wurde der Pastoralverbund Gütersloh-Nordring eingerichtet, dem die Gemeinde Christ König zusammen mit der Gemeinde Heilige Familie und deren Filialkirche Maria Königin zugerechnet wurden.
2014 wurde die Kirche für rund 600.000 Euro renoviert. 30 % der Kosten trägt die Gemeinde, den Rest das Erzbistum Paderborn. Unter anderem wurden die Fußböden ausgewechselt, der Kirchenraum erhielt eine bessere Beschallung, zwischen Vorraum und Kirchenschiff wurde zum Vandalismusschutz ein abschließbares Eisengitter installiert, die Orgel wurde saniert, d. h. alle 2.118 Pfeifen ausgebaut, gereinigt, neu verlötet und gestimmt, und eine Lichterstation, die den durch Kerzenflammen erzeugten Ruß absaugen kann, wurde installiert.